# مسجد ويشكة
مسجد ويشكة هو مسجد قديم من مساجد مدينة تونس،كان يقع شمال للمدينة.

## الموقع
كان يقع بنهج أحمد ابن أبي الضياف.

## التّسمية
ويشكة هي كلمة اسبانية، وهو اسم عائلة تونسية من أصل أندلسي.

## التّاريخ
يعود هذا المسجد إلى فترة قدوم الأندلس إلى تونس.